# Kartoffelreibe

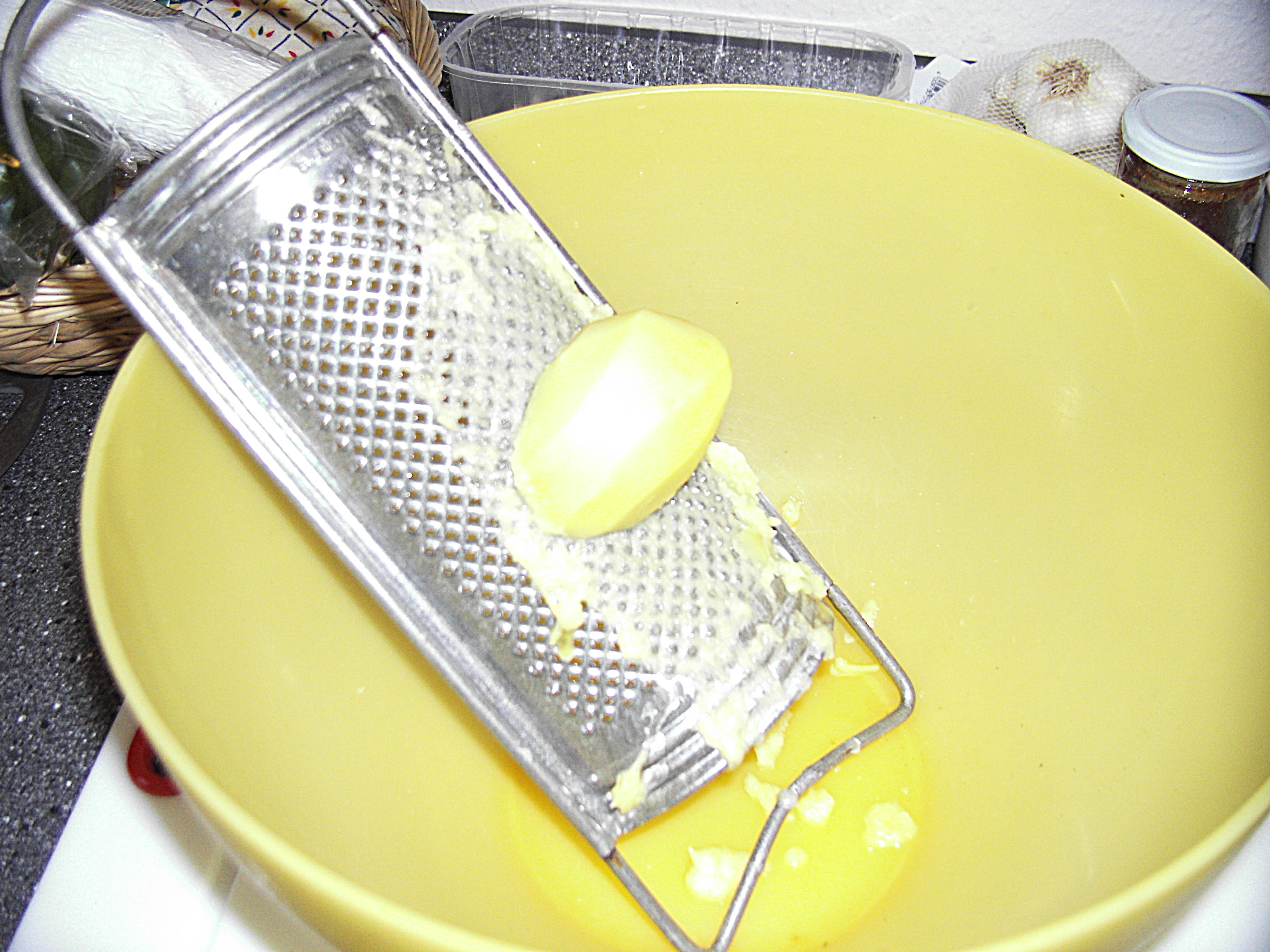
Kartoffelreibe mit scharfkantigen Löchern

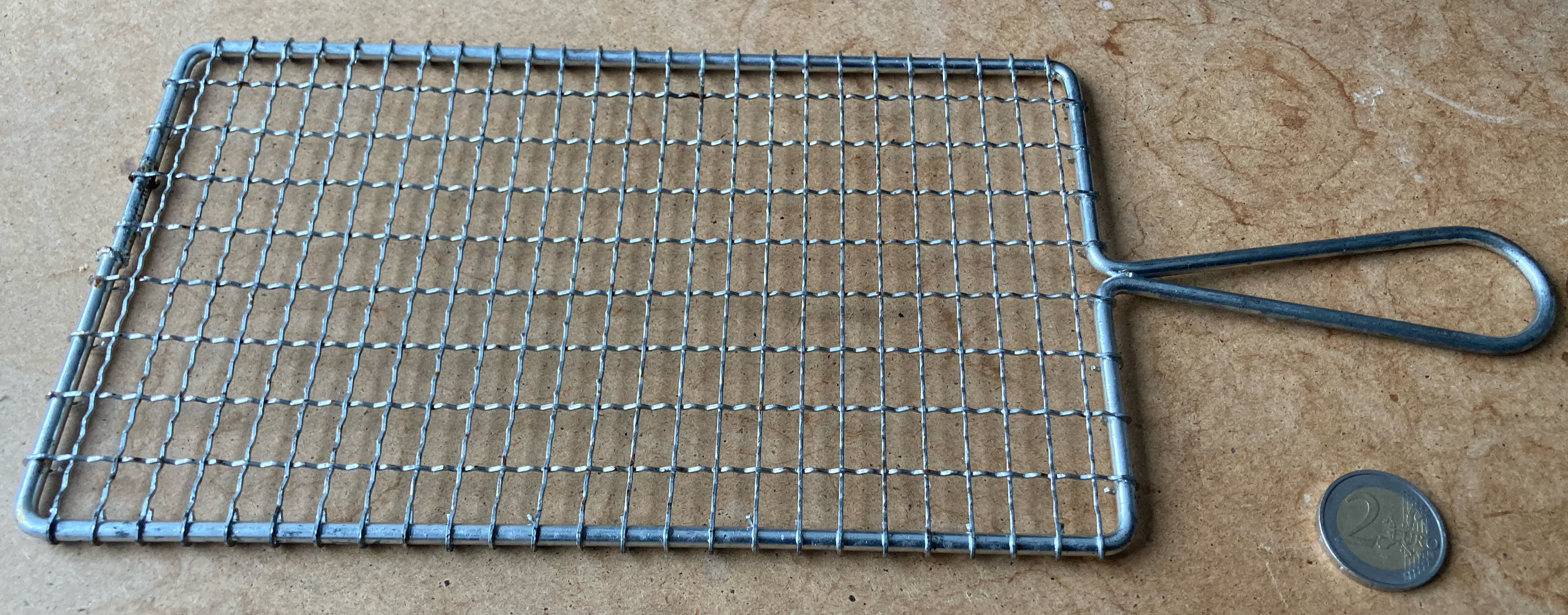
Drahtkartoffelreibe

Eine Kartoffelreibe ist ein Küchengerät, das zur mechanischen Zerkleinerung ungekochter Kartoffeln genutzt wird. Als spezielle Küchenreibe kommt sie bei der Herstellung von Gerichten wie Kartoffelknödel oder Kartoffelpuffer zum Einsatz. 
Kartoffelreiben bestehen zumeist aus einem Edelstahlblech, das eine Vielzahl scharfkantiger Löcher aufweist. 
Bei der Drahtkartoffelreibe sind dünne Edelstahldrähte zu einem gitterartigen Geflecht verarbeitet.
Eine weitere Form der Kartoffelreibe ähnelt einem Fleischwolf und wird mit einer Handkurbel oder einem Elektromotor angetrieben. Kartoffeln werden über eine obere Öffnung eingefüllt und mit einer Förderschnecke vor eine feststehende Lochscheibe gedrückt, aus der dann die fein zerkleinerten Kartoffeln austreten.